# Championnat du Brésil masculin de handball
Le Championnat du Brésil, ou Liga Nacional Masculina, est le plus haut niveau de clubs masculins du handball au Brésil.

## Palmarès
- 1997 : ADC Metodista
- 1998 : ADC Metodista (2)
- 1999 : ADC Metodista (3)
- 2000 : ADC Metodista (4)
- 2001 : ADC Metodista (5)
- 2002 : ADC Metodista (6)
- 2003 : São Caetano HC
- 2004 : ADC Metodista (7)
- 2005 : Unifil Londrina / Sercomtel
- 2006 : ADC Metodista (8)
- 2007 : Esporte Clube Pinheiros
- 2008 : UNOPAR / FEL Londrina (2)
- 2009 : Esporte Clube Pinheiros (2)
- 2010 : Esporte Clube Pinheiros (3)
- 2011 : Esporte Clube Pinheiros (4)
- 2012 : Esporte Clube Pinheiros (5)
- 2013 : Handebol Clube Taubaté (1)
- 2014 : Handebol Clube Taubaté (2)
- 2015 : Esporte Clube Pinheiros (6)
- 2016 : Handebol Clube Taubaté (3)
- 2017 : Esporte Clube Pinheiros (7)
- 2018 : Esporte Clube Pinheiros (8)
- 2019 : Handebol Clube Taubaté (4)
- 2020 : Handebol Clube Taubaté (5)
- 2021 : Handebol Clube Taubaté (6)

## Bilan
| Club                    | Champion | Champion                                       | Vice-champion | Vice-champion                                              |
| Club                    | Nb       | Années                                         | Nb            | Années                                                     |
| ----------------------- | -------- | ---------------------------------------------- | ------------- | ---------------------------------------------------------- |
| Esporte Clube Pinheiros | 8        | 2007, 2009, 2010, 2011, 2012, 2015, 2017, 2018 | 10            | 1997, 1998, 1999, 2001, 2005, 2014, 2016, 2019, 2020, 2021 |
| ADC Metodista           | 8        | 1997, 1998, 1999, 2000, 2001, 2002, 2004, 2006 | 6             | 2003, 2008, 2010, 2011, 2012, 2013                         |
| Handebol Clube Taubaté  | 6        | 2013, 2014, 2016, 2019, 2020, 2021             | 3             | 2015, 2017, 2018                                           |
| UNOPAR / FEL Londrina   | 2        | 2005, 2008                                     | 4             | 2004, 2006, 2007, 2009                                     |
| São Caetano HC          | 1        | 2003                                           | 2             | 2000, 2002                                                 |